# Skakun szydłówka

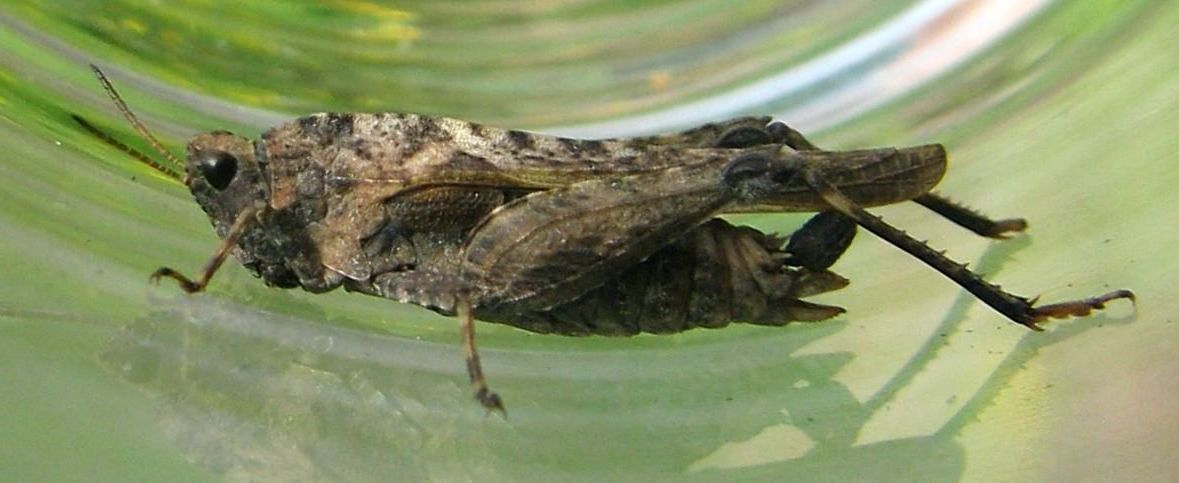
Samiec

Skakun szydłówka (Tetrix subulata) – niewielki owad prostoskrzydły z rodziny skakunowatych (Tetrigidae), o holarktycznym zasięgu występowania. Gatunek typowy rodzaju Tetrix.
Osiąga długość do 15 mm. W Polsce występuje pospolicie, głównie w środowiskach wilgotnych, na polach, łąkach, nieużytkach i bagnach.